# Rögöl (Kristdala socken, Småland)
Rögöl är en sjö i Oskarshamns kommun i Småland och ingår i Viråns huvudavrinningsområde.